# أدولف ألبين
أدولف ألبين (بالرومانية: Adolf Albin)‏ هو كاتب غير روائي روماني، ولد في 14 سبتمبر 1848 في بوخارست في رومانيا، وتوفي في 1 فبراير 1920 في فيينا في النمسا.

## وصلات خارجية
- أدولف ألبين على موقع مباريات الشطرنج (الإنجليزية)
- أدولف ألبين على موقع 365Chess.com (الإنجليزية)
- أدولف ألبين على موقع Chesstempo.com (الإنجليزية)